# Bathyferula delannoyei
Bathyferula delannoyei is een slakkensoort, de plaats in een familie is nog onzeker. De wetenschappelijke naam van de soort is voor het eerst geldig gepubliceerd in 2012 door Stahlschmidt, Lamy & Fraussen.